# University of Delaware
De University of Delaware is een Amerikaanse onderzoeksuniversiteit in Newark (Delaware). De universiteit heeft satellietcampussen in Dover, Wilmington, Lewes en Georgetown.
Newark Academy werd opgericht in 1743, Newark College in 1833, beiden fuseerden in 1834, de instelling werd Delaware College. In 1913 werd de instelling eigendom van de staat Delaware, in 1921 volgde de naamswijziging naar University of Delaware.
De universiteit is ingericht als een geheel van zeven colleges:
- College of Agriculture and Natural Resources
- College of Arts and Sciences
- Alfred Lerner College of Business and Economics
- College of Earth, Ocean and Environment
- College of Education and Human Development
- College of Engineering
- College of Health Sciences

Er zijn ook drie scholen onderdeel van de universiteit:
- School of Education (onderdeel van het College of Education & Human Development)
- School of Marine Science and Policy (onderdeel van het College of Earth, Ocean & Environment)
- School of Public Policy and Administration (onderdeel van het College of Arts & Sciences)

Tot de bekendste alumni van de instelling behoren voormalig vice-president Joe Biden en diens echtgenote Dr. Jill Biden, gouverneur Chris Christie, microbioloog en Nobelprijswinnaar Daniel Nathans. Ook de auteurs Steve Alten en Maureen Johnson, senatoren Tom Carper en George Read, acteurs Steve Harris en Yvette Freeman, componist Jeffrey Sharkey, botanici Michael Balick en Ernie Wasson en ruimtevaarder Lodewijk van den Berg studeerden er.
Tot de bekendste onderzoekers en docenten behoort zeker scheikundige en Nobelprijswinnaar Richard Heck.